# Division 7 i fotboll för herrar
Division 7 i fotboll är Sveriges nionde högsta division i herrfotboll.
Vinnarlagen flyttas upp till division 6. Andralagen får kvala för uppflyttning med andraplacerade från andra serier. Nerflyttning till division 8 sker om det finns i regionen.

## Indelning
- Bohuslän norra
- Bohuslän södra
- Dalarna norra
- Dalarna södra
- Dalarna mellersta
- Dalsland
- Gestrikland
- Göteborg A
- Göteborg B
- Göteborg C
- Södermanland norra
- Södermanland sydöstra
- Södermanland västra
- Stockholm A
- Stockholm B
- Stockholm C
- Stockholm D
- Stockholm E
- Stockholm F
- Stockholm G
- Stockholm H
- Uppland norra
- Uppland östra
- Uppland södra
- Uppland västra
- Värmland norra
- Värmland östra
- Värmland södra
- Värmland västra
- Västmanland
- Örebro norra
- Örebro södra
- Östergötland Norra
- Östergötland Södra
- Östergötland Västra
- Östergötland Östra